# Oceňování
Slovo oceňování má následující významy:
1. určování ceny, hodnoty v penězích (oceňování dlouhodobého majetku, škod),
2. kritické hodnocení a posuzování (např. reputable artist — oceňovaný umělec a jeho nejcennější díla),
3. udělování cen (finalistům soutěže a pod.),
4. pochvalné uznání hodnoty (například rčení "snaha se cení", "konečně to někdo ocenil").[1]

Následující článek se zabývá jen prvním významem slova oceňování.
Oceňování v podnikové praxi je určení toho, co firma dostane za svůj produkt. Faktory oceňování jsou výrobní náklady, trh, konkurence, situace na trhu, značka a kvalita produktu. Oceňování je klíčovou proměnnou v mikroekonomické teorii alokace ceny. Cena je základním aspektem finančního modelování a je jedním ze čtyř P marketingového mixu (další tři aspekty jsou produkt, propagace a místo).

## Oceňování zásob

### Oceňování přírůstku zásob
Podle zákona o účetnictví se zásoby oceňují pořizovacími cenami, vlastními náklady, reprodukční pořizovací cenou.

#### Pořizovací cena
Touto cenou se oceňují veškeré nakoupené zásoby. Je tvořena cenou, kterou zaplatíme při nákupu od dodavatele a vedlejšími náklady vynaložených na pořízení zásoby (např. přeprava interní – vyúčtované jako vnitropodniková služba, externí – provedené jinou společností, provize, clo, pojistné atd.).

#### Vlastní náklady
Vlastními náklady se oceňují zásoby vytvořené vlastní činností – nedokončená výroba, polotovary a výrobky.

#### Reprodukční pořizovací cena
Touto cenou oceňujeme zásoby, které nebyly získány nákupem nebo vlastní činností. Jsou to tedy zásoby získané bezplatně. V účetnictví je to cena, kterou bychom za předmět zaplatili, kdybychom ho koupili v době, kdy se o něm účtuje. V žádném účetním předpisu není uveden způsob, jakým má být cena stanovena, proto se předpokládá, že cena může být stanovena znaleckým posudkem i odborným odhadem.

### Oceňování zásob při úbytku
Na ocenění zásob je dovoleno aplikovat výhradně model historických nákladů. Pro jeho konkrétní aplikaci byly postupem času vyvinuty čtyři metody, označované jako nákladové vzorce.
Při spotřebě nebo prodeji zásob stejného druhu se úbytek oceňuje:
- metodou FIFO
- metodou LIFO
- metodou váženého aritmetického průměru
- metodou pevných cen[5]

#### Metoda FIFO
Toto je základní metoda pro oceňování vyskladněných položek. Podstatou této metody je vyskladňování položek cenou, která byla dosažena při pořízení nejstarší skladované zásoby. Název FIFO je zkratka, která vychází z anglického „first in, first out“ („první do skladu, první ze skladu“).

#### Metoda LIFO
Tato metoda je přesný opak metody FIFO. Zkratka znamená „last in, first out“ („poslední do skladu, první ze skladu“). Tato metoda je v Česku zakázána.

#### Metoda váženého aritmetického průměru
Pomocí této metody oceňujeme zásoby cenou, kterou jsme stanovili pomocí aritmetického průměru z individuálních pořizovacích cen zásob. Vahami jsou množství zásob v jednotlivých dodávkách. V celosvětovém měřítku je tato metoda nejvíce používána. Zjišťujeme vážený aritmetický průměr proměnlivý nebo periodický.

#### Metoda pevných cen
U této metody si účetní jednotka stanoví pevnou skladovou cenu zásob materiálu. Jak se pevná skladová cena stanoví, není žádným předpisem upraveno. Proto by se společnost měla řídit obecnými pravidly, díky kterým by docílila nejvěrnějšího zobrazení skutečného stavu. Účetní jednotka si metodiku stanoví ve vnitřní směrnici. Nejčastěji se pro stanovení pevné ceny vychází z předpokládaných pořizovacích cen nebo z cen zásoby, kterou máme momentálně na skladě.

## Oceňování podniku
Pro oceňovatele má velký význam definice podniku uváděná v obchodním zákoníku, která definuje podnik v §5 jako:
,,… soubor hmotných, jakož i osobních a nehmotných složek podnikání. K podniku náleží věci, práva a jiné majetkové hodnoty, které patří podnikateli a slouží k provozování podniku nebo vzhledem k své povaze mají tomuto účelu sloužit. Podnik je věc hromadná…“
Oceňujeme tedy podnik, nikoliv společnost jako právní subjekt.
Doporučený postup při oceňování podniku, ještě před zahájením prací na ocenění je nezbytné mimo jiné- vyjasnit si, z jakého důvodu bude ocenění prováděno a jaké hodnota by měla být výsledkem ocenění. Volba technik je pak podřízena funkcím, které by ocenění mělo splnit.
Nejprve je potřeba zpracovat strategickou a finanční analýzu podniku, abychom posoudili jeho celkový stav, postavení na trhu, konkurenční sílu a zejména schopnost dlouhodobě přežít a tvořit hodnotu. Teprve na základě této analýzy bychom měli zvolit vhodné metody ocenění.
Postup ocenění je samozřejmě třeba modifikovat podle konkrétních podmínek, tj. především podle konkrétního podnětu k ocenění, kategorie zjišťování hodnoty, zvolených metod, dostupných dat atd. V obecné rovině se doporučuje následující postup:
1)  Sběr vstupních dat
2)     Analýza dat
Strategická analýza
Finanční analýza pro zjištění finančního zdraví podniku
Rozdělení aktiv podniku na provozně nutná a nenutná
Analýza a prognóza generátorů hodnoty
Orientační ocenění na základě generátorů hodnoty
3)     Sestavení finančního plánu
4)     Ocenění
Volba metody
Ocenění podle zvolených metod
Souhrnné ocenění

### Přehled metod pro finanční ocenění podniku
Finanční ocenění podniku si klade za cíl vyjádřit jeho hodnotu pomocí určité peněžní částky. Potenciál podniku je oceněn peněžitým ekvivalentem.
Rozeznáváme tři okruhy oceňovacích metod:
- Metody opírající se o analýzu výnosů podniku
- Metody založené především na analýze aktuálních cen na trhu
- Metody založené na ocenění jednotlivých majetkových položek, ze kterých se podnik skládá; z velké části se v tomto případě jedná o nákladové ocenění.

#### 1. Ocenění na základě analýzy výnosů - VÝNOSOVÉ METODY
- Metoda diskontovaných peněžních toků (DCF)

- Metoda kapitalizovaných čistých výnosů

- Kombinované (korigované) výnosové metody

- Metoda ekonomické přidané hodnoty

#### 2.Ocenění na základě analýzy trhu - TRŽNÍ METODY
- Ocenění na základě tržní kapitalizace

- Ocenění na základě srovnatelných podniků

- Ocenění na základě údajů o podnicích uváděných na burzu

- Ocenění na základě srovnatelných transakcí

- Ocenění na základě odvětvových multiplikátorů

#### 3. Ocenění na základě analýzy majetku - MAJETKOVÉ METODY
- Účetní hodnota vlastního kapitálu na principu historických cen

- Substanční hodnota na principu reprodukčních cen

- Substanční hodnota na principu úspory nákladů

- Likvidační hodnota

- Majetkové ocenění na principu tržních hodnot.[6]

## Oceňování nehmotných aktiv
Nehmotné aktivum má tyto vlastnosti:
- je oddělitelné od podniku (např. ochranná známka, doménové jméno, patent, obchodní tajemství) nebo
- je užíváno na základě smluvních či podobných práv (např. výhodná nájemní smlouva, obchodní jméno, zeměpisné označení výrobku, vztahy se zákazníky).[7]

Do této skupiny řadíme také goodwill, hodnotu budoucího ekonomického prospěchu (např. výhoda umístění podniku, vybudovaná dobrá pověst atd.).

## Oceňování cenných papírů
K rozvahovému dni je nutno cenné papíry ocenit. Rozlišuje se oceňování cenných papírů při pořízení a oceňování k okamžiku sestavení účetní závěrky.
Při nákupu se cenné papíry oceňují skutečnou pořizovací cenou. Součástí pořizovací ceny jsou přímé náklady s pořízením související (např. poplatky a provize makléřům, poradcům a burzám). Součástí pořizovací ceny nejsou zejména úroky z úvěrů na pořízení cenných papírů a náklady spojené s držbou cenných papírů a podílů.

## Právní rámec

### České předpisy
Přehled právních předpisů pro oceňování majetku udržuje Ministerstvo financí. To také publikuje přehled a vývoj cenových map v oblasti oceňování nemovitého majetku. Hlavní právní předpisy jsou:
- Zákon č. 151/1997 Sb., o oceňování majetku
- Vyhláška č. 441/2013 Sb., k provedení zákona o oceňování majetku (oceňovací vyhláška)
- Vyhláška č. 298/2014 Sb., o stanovení seznamu katastrálních území s přiřazenými průměrnými základními cenami zemědělských pozemků
- Zákon č. 455/1991 Sb., o živnostenském podnikání (živnostenský zákon). Tento zákon definuje vázanou živnost Oceňování majetku pro věci movité, nemovité, nehmotný majetek, finanční majetek a obchodní závod.

### Mezinárodní normy a předpisy
- Mezinárodní oceňovací standardy (IVS)
- Mezinárodní standardy finančního výkaznictví (International Financial Reporting Standards, IFRS) — mají vztah k oceňování nehmotných aktiv